# Giom

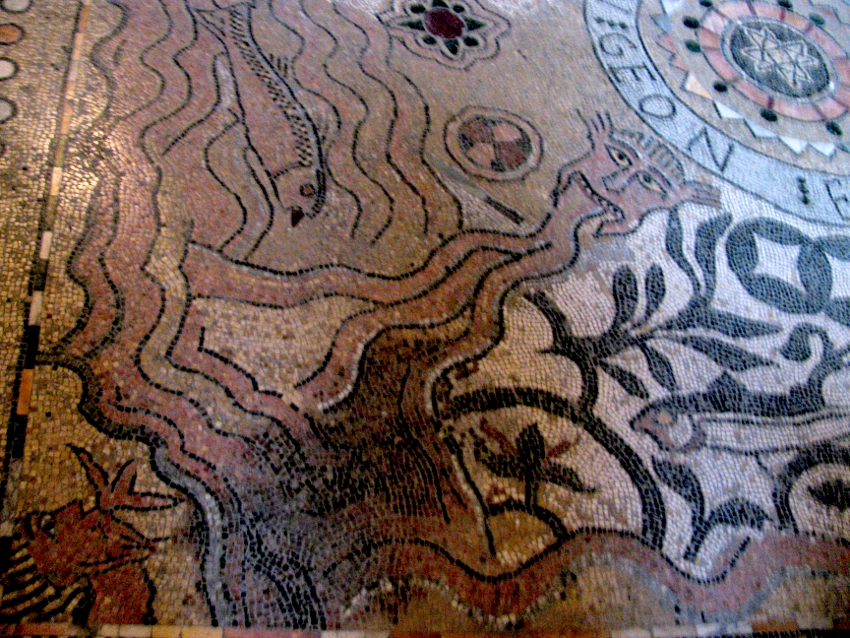
O rio Giom num mosaico francês do Século XII.

De acordo com a Bíblia, o rio Giom (na tradução de Almeida) ou Gehon rodeava a terra de Cuxe. Ele é o segundo dos chamados Quatro Rios do Paraíso resultantes da divisão do rio que passava pelo Jardim do Éden, sendo os demais Pisom, Tigre e Eufrates.
O historiador Flávio Josefo identifica o rio Giom com o rio Nilo, e Pisom com o rio Ganges.

## Localização
Atualmente, não é possível identificar este rio com certeza. Não parece provável, pelo menos dum ponto de vista geográfico, que "a terra de Cuxe" mencionada aqui represente a Etiópia, conforme ocorre frequentemente em relatos posteriores.
Alguns lexicógrafos associam "a terra de Cus" de Gênesis 2:13 com os cassitas (em acadiano: kassu), um povo do planalto da Ásia central, mencionado em antigas inscrições cuneiformes, mas cuja história continua bastante obscura.

## Bíbliografia
- Bíblia;
- Apostila de Geografia bíblica - ITB - Instituto Teológico Betel do ABCD;
- Estudo Perspicaz das Escrituras, volume 2, página 223.